# Bahnhof Iselle di Trasquera

Iselle di Trasquera (kurz: Iselle) ist ein Bahnhof in Italien am Südportal des Simplon-Eisenbahntunnels, der von der SBB betrieben wird. Am 29. Mai 1905 wurde direkt beim Bahnhof ein Denkmal zur Erinnerung an die beim Bau des Tunnels verunglückten Arbeiter eingeweiht. 
Von 1906 bis 1930 war Iselle Endpunkt des Drehstrombetriebs ab Brig. Bis 1929 wurden hier die Lokomotiven gewechselt, weil die Züge in Richtung Schweiz mit Strom fuhren, auf dem italienischen Abschnitt jedoch damals Dampftraktion herrschte. Der Wasserkran zur Versorgung der Lokomotiven ist bis heute (2017) vorhanden.  
Der Bahnhof liegt südlich vom Südportal des bis in die 1970er Jahre längsten Eisenbahntunnels der Welt; er ist Grenzstation zwischen Italien und der Schweiz sowie Verladebahnhof der Autozüge nach Brig.
Die Bahnanlagen gehören zur Gemeinde Trasquera in der Provinz Verbano-Cusio-Ossola. Das Dorf gleichen Namens liegt oberhalb von Iselle di Trasquera.
Die Ortschaft Iselle liegt ca. einen Kilometer weiter flussaufwärts an der Diveria in Richtung Simplonpass.

## Bilder

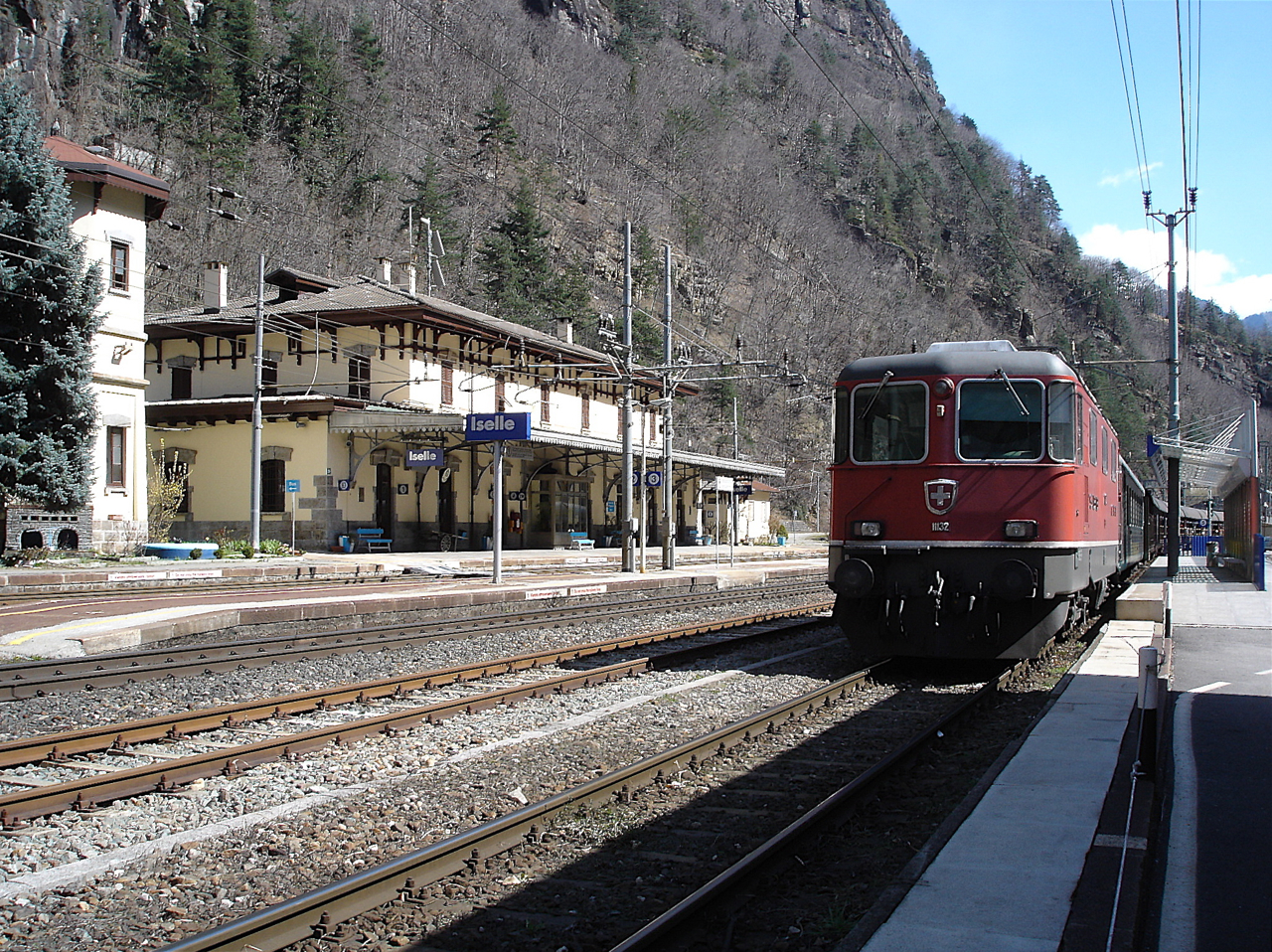
Bahnhofgebäude (2008)
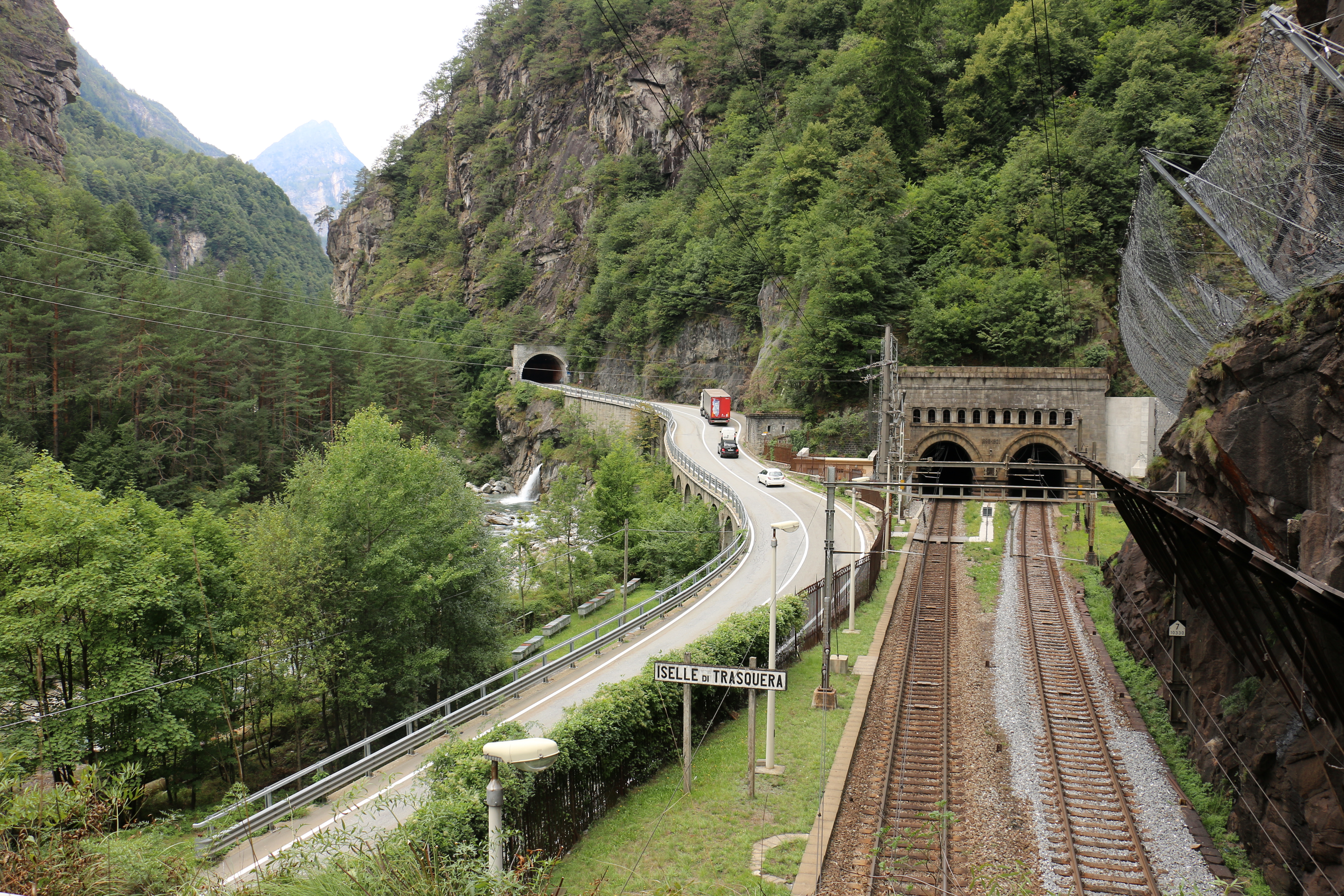
Das südliche Portal des Simplontunnels (2017)
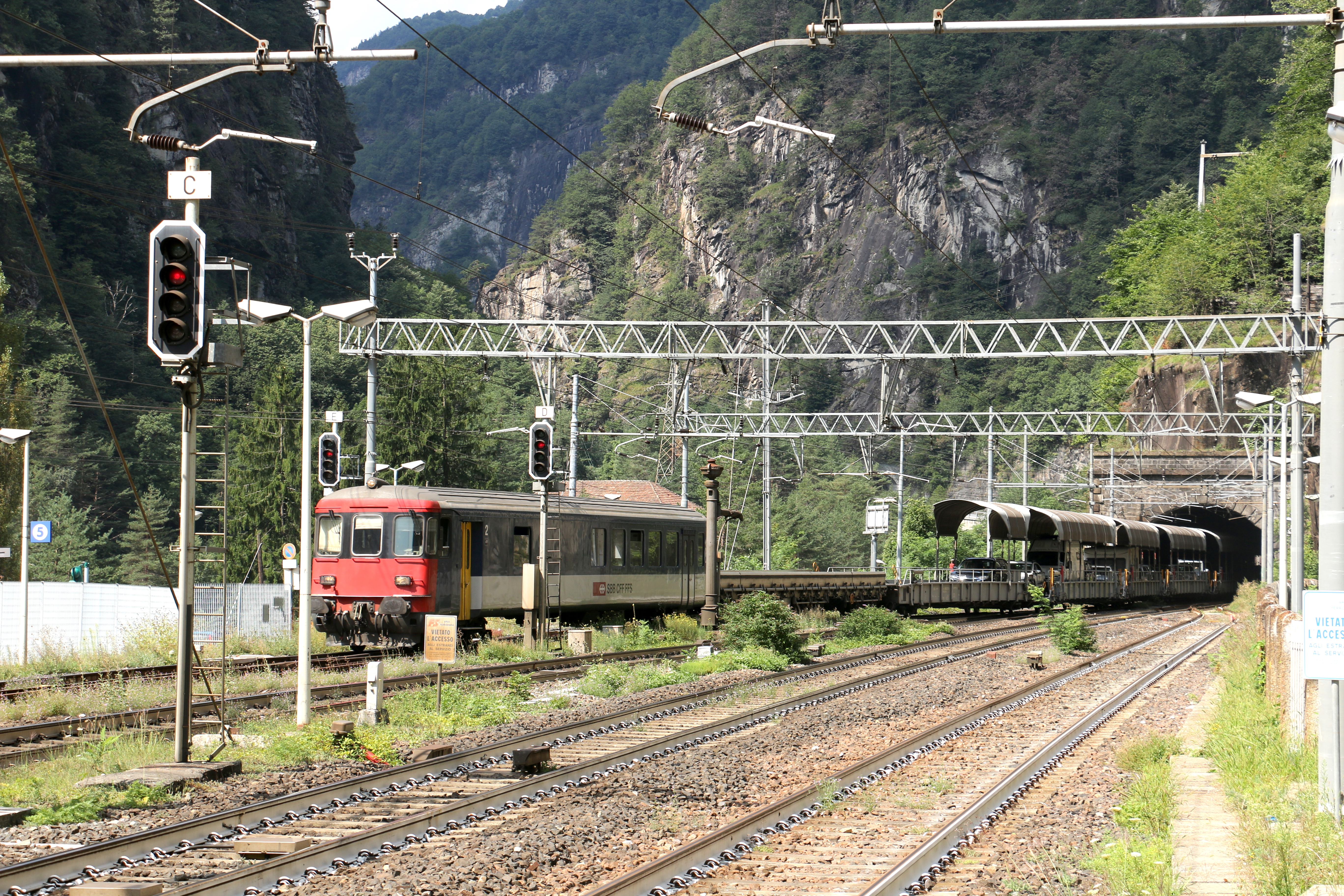
Ein Autozug aus Brig fährt ein (2017)
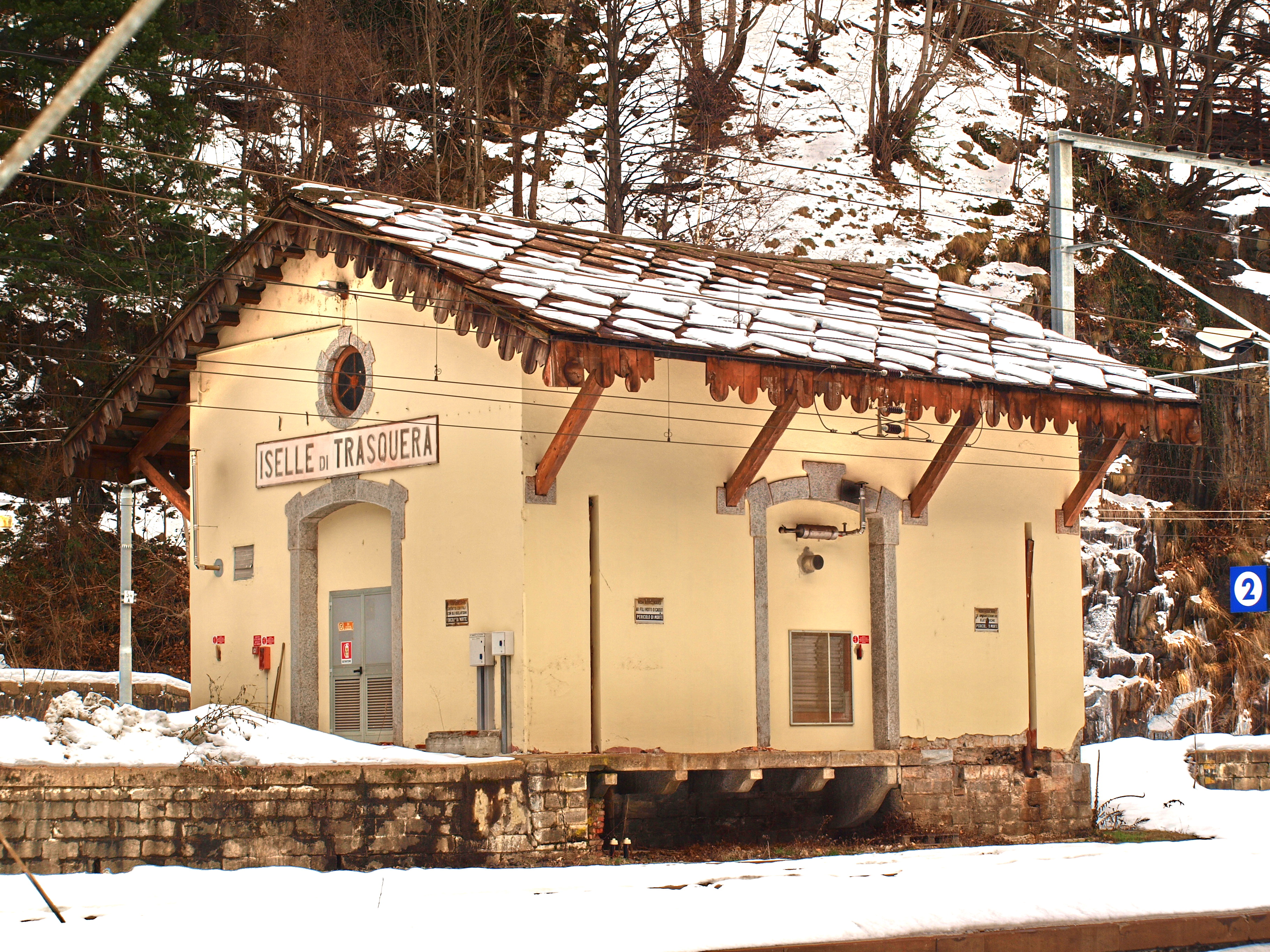
Dienstgebäude (2010)
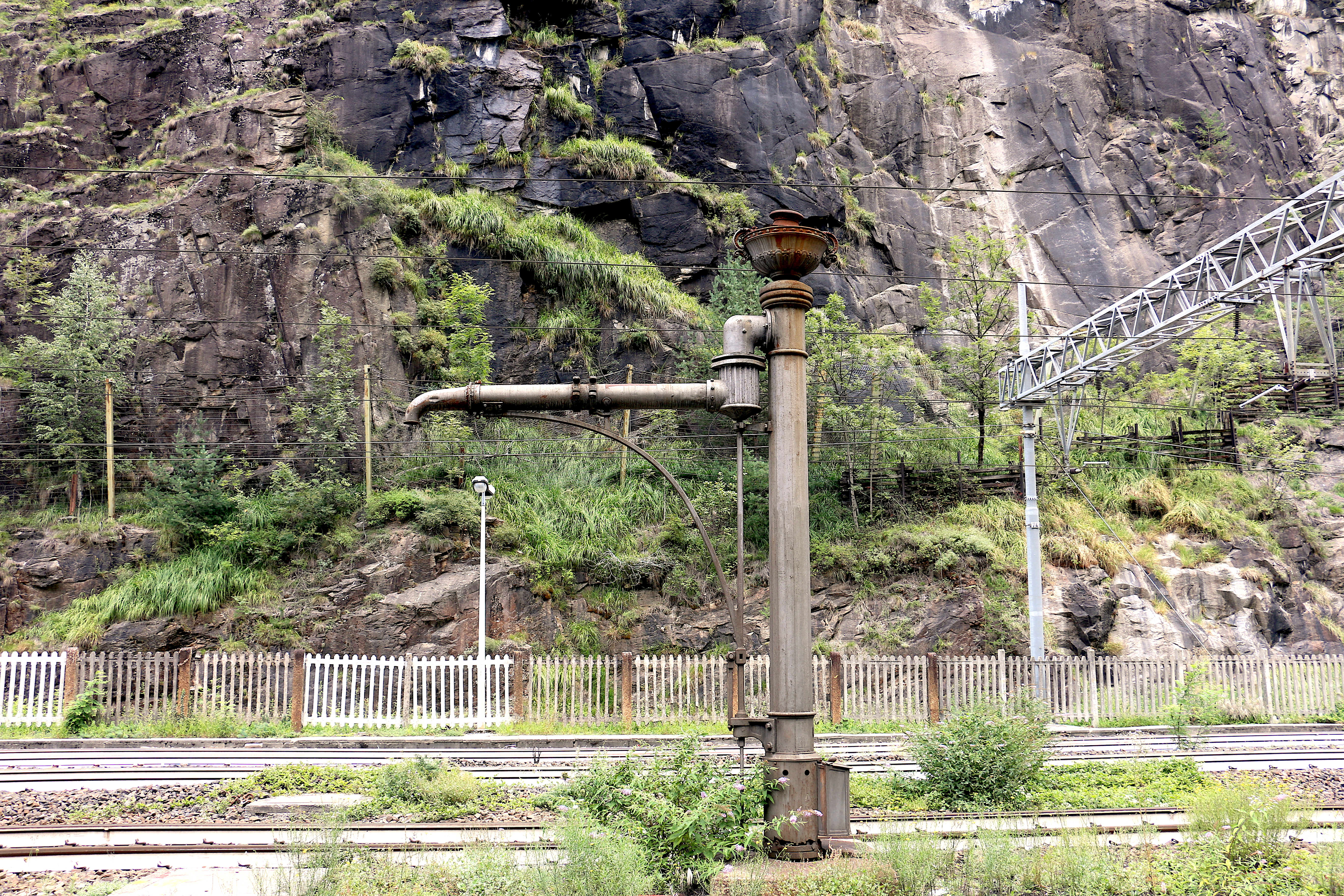
Der Wasserkran (2017)
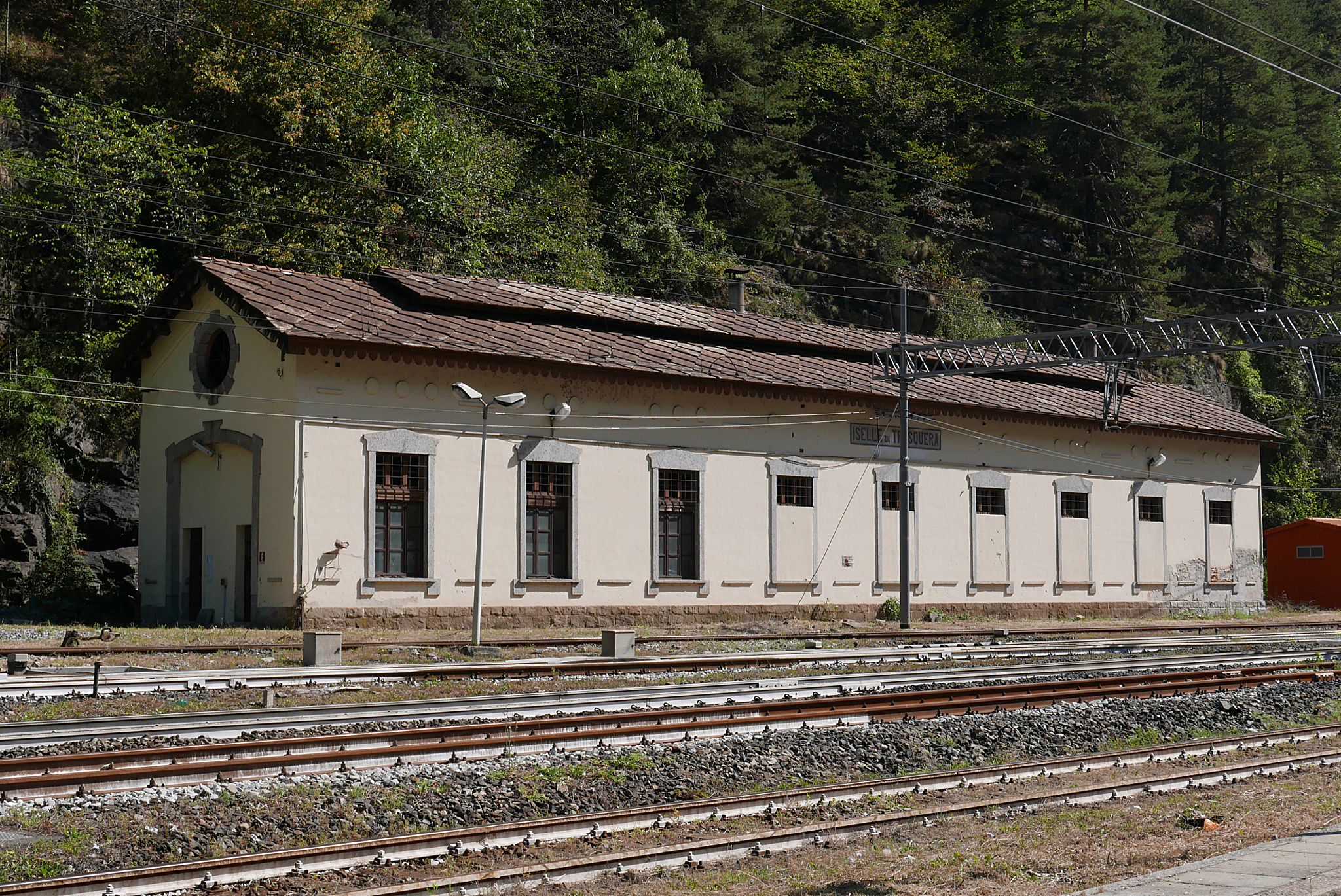
Dienstgebäude (2016)
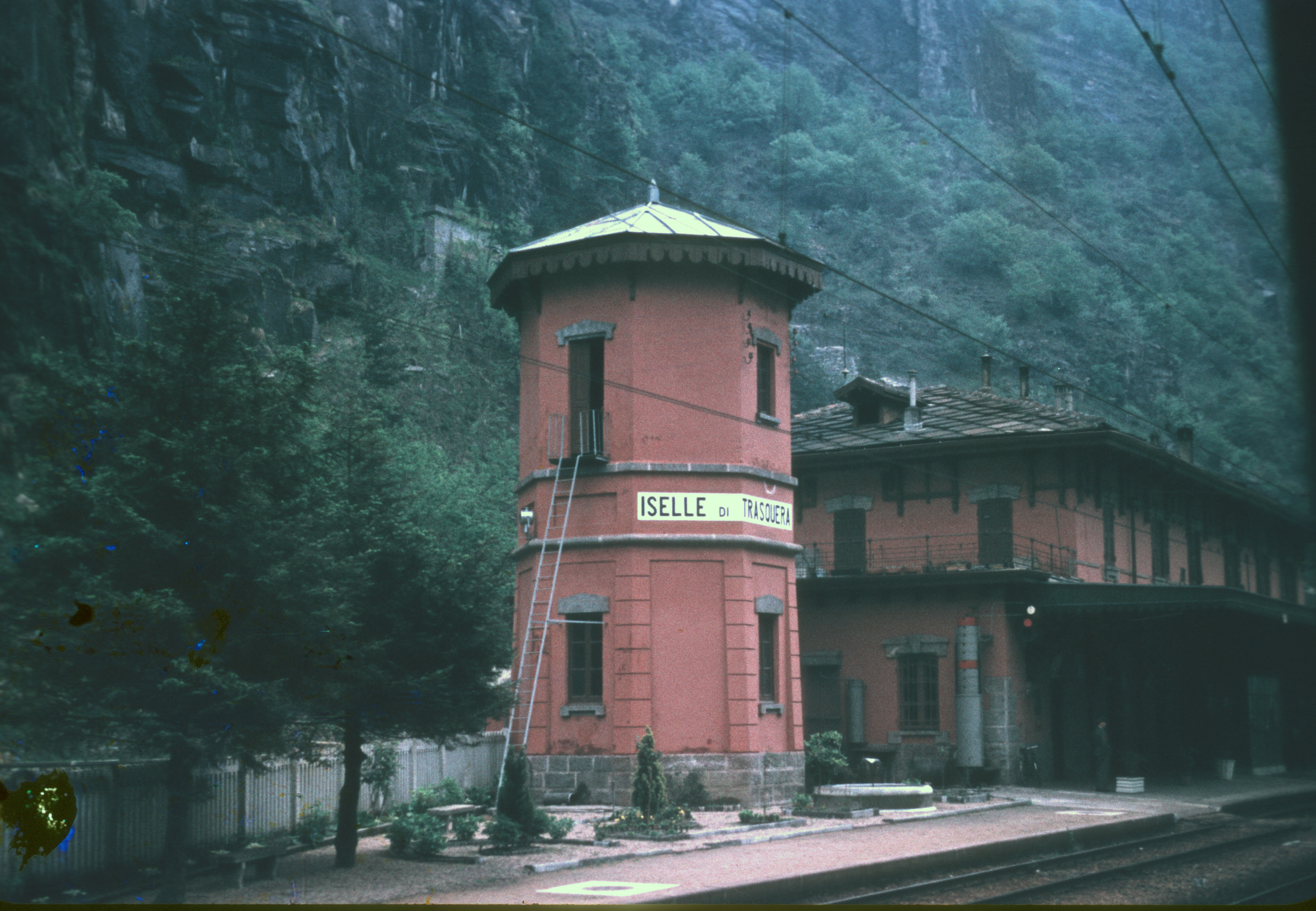
Bahnhofgebäude (1957)
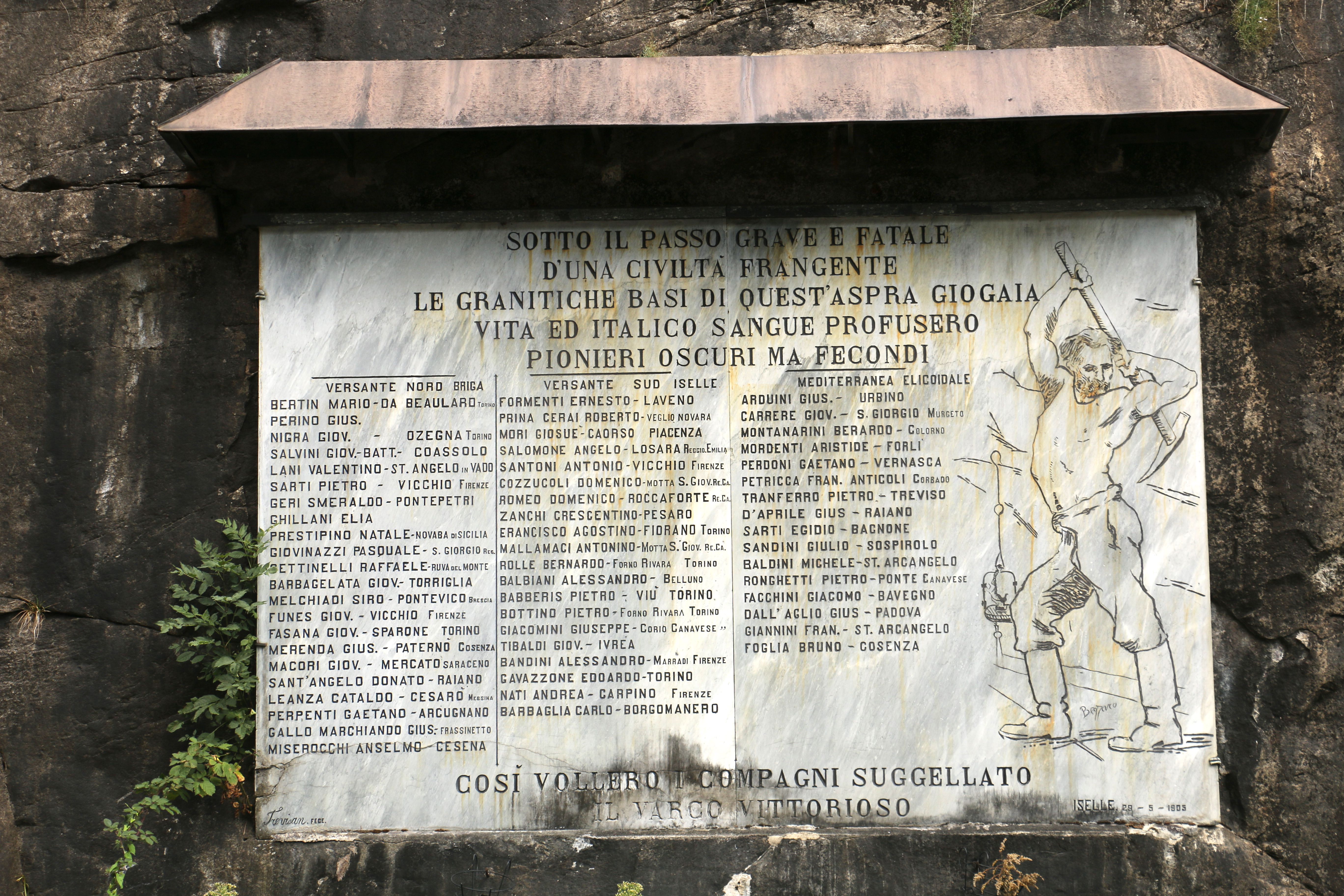
Das Denkmal (datiert 29. Mai 1905) zur Erinnerung an die verunglückten Arbeiter des Simplontunnels